# Casphalia

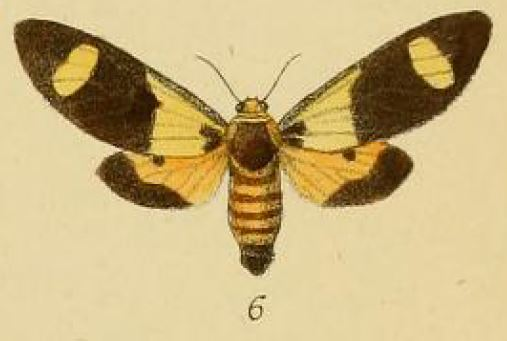
Casphalia picta (Schaus & Clements 1893)

Casphalia is een geslacht van vlinders van de familie slakrupsvlinders (Limacodidae).

## Soorten
- C. citrimaculata Aurivillius, 1905
- C. elegans Jordan, 1915
- C. elongata Jordan, 1915
- C. extranea (Walker, 1869)
- C. flavicollis Walker, 1866
- C. nigerrima Holland, 1893
- C. nigridorsa Aurivillius, 1905
- C. picta Schaus, 1893